# Olivia Trappeniers
Olivia (zapis stylizowany: OLIVIA), dawniej OT, właściwie Olivia Trappeniers (ur. 12 sierpnia 1997 w Deurne) – flamandzka piosenkarka, kompozytorka i autorka tekstów.

## Życiorys

### Rodzina i dzieciństwo
Olivia Trappeniers urodziła się w belgijskim mieście Deurne 12 sierpnia 1997 roku. Jej rodzice grali w zespole muzycznym. W młodości uczyła się gry na gitarze.

### Kariera muzyczna
Gdy miała 16 lat, w 2016 roku, zdecydowała się wziąć udział w programie The Voice van Vlaanderen (belgijskiej wersji The Voice of Poland). Dostała się do drużyny Benta Van Looya, jednak nie znalazła się w finale.
2017
Już rok później, w 2017, wydała 7 singli pod pseudonimem OT (jest to skrót od imienia i nazwiska artystki). Dwa z nich dostały się do flandryjskiego zestawienia Ultratip. Ostatni – „You Have a Heart” wydany 1 grudnia 2017 roku we współpracy z Regim zajął 3. pozycję na belgijskiej liście Ultratop 50 Singles. Dostał się również do notowania Ultratip Regionu Walońskiego.
Wystąpiła również gościnnie w singlu Palm Trees pt. „Moi Lolita” będącego coverem singla Alizée pt. „Moi... Lolita”.
2018
W 2018 roku wydała dwa single: „Let You Go” i „Where Is My Love”. Obydwa dostały się do belgijskiej listy przebojów (flandryjskiej).
2019
Kolejny sukces osiągnęła w 2019 roku – po pierwszej współpracy z Regim i Jakiem Reese’em wydała singel „Summer Life”. Dostał się on na 5. pozycję listy Ultratop 50 Single oraz zdobył platynową płytę na terenie Belgii.

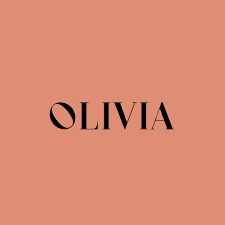
Logo Olivii

W tym roku wydała również single „Bad Advice” i „Bad Boys” promujące debiutancki minialbum artystki pt. Confessions. Krążek został wydany 1 listopada 2019 roku; znajdowało się na nim 6 utworów.
2020
W 2020 rok wydała kolejne trzy single, w tym „Kom wat dichterbij”, który dostał się na szczyt flandryjskiej listy przebojów. Został również odznaczony potrójnie platynową płytą w Belgii. Drugim singlem okazał się „Zo ver weg”, podobnie jak poprzedni nagrany we współpracy z Regim i Jakiem Reese’em. Trzecim był „They Don’t Know”, który jako jedyny nie dostał się do głównego notowania Ultratop 50 Single.
2021
W 2021 roku przeszła do wytwórni Sony Music Entertainment Belgium. Zmieniła wtedy pseudonim na Olivia (zapis stylizowany: OLIVIA). W lutym tego roku wydała singel „Can’t Break a Broken Heart”. Dostał się on m.in. do belgijskich listy przebojów Apple Music, iTunes i Spotify.
Kolejnym singlem Olivii okazał się utwór „La di da” wydany 11 czerwca 2021. Tekst i muzykę do piosenki napisała sama Olivia Trappeniers wraz z Léonem Paulem Palmenem. Powstał do niego teledysk.

## Dyskografia

### Minialbumy
| Rok  | Dane dot. albumu                                                                                            |
| ---- | --- |
| 2019 | Confessions - Wydany: 1 listopada 2019 - Wytwórnia: Fruity, CNR Music - Format: Digital download, streaming |

### Single
Jako główna artystka
| Rok                                                       | Tytuł                                         | Najwyższe pozycje na listach | Najwyższe pozycje na listach | Najwyższe pozycje na listach | Najwyższe pozycje na listach | Najwyższe pozycje na listach | Najwyższe pozycje na listach | Najwyższe pozycje na listach | Certyfikat                | Sprzedaż       | Album       |
| Rok                                                       | Tytuł                                         | BEL                          | BEL                          | BEL                          | BEL                          | BEL                          | LU                           | NLD                          | Certyfikat                | Sprzedaż       | Album       |
| Rok                                                       | Tytuł                                         | Fla                          | Wal                          | Spotify                      | Apple Music                  | iTunes                       | iTunes                       | iTunes                       | Certyfikat                | Sprzedaż       | Album       |
| --------------------------------------------------------- | --------------------------------------------- | ---------------------------- | ---------------------------- | ---------------------------- | ---------------------------- | ---------------------------- | ---------------------------- | ---------------------------- | ------------------------- | -------------- | ----------- |
| 2017                                                      | „Almost Famous”                               | –                            | –                            | –                            | –                            | –                            | –                            | –                            |                           |                | ―           |
| 2017                                                      | „Half the World Away”                         | –                            | –                            | –                            | –                            | –                            | –                            | –                            |                           |                | ―           |
| 2017                                                      | „You Have a Heart” (oraz Regi)                | 3                            | –                            | 16                           | –                            | 2                            | 28                           | –                            |                           |                | ―           |
| 2018                                                      | „Let You Go” (oraz Bvd Kult)                  | 45                           | –                            | 117                          | –                            | –                            | –                            | –                            |                           |                | ―           |
| 2018                                                      | „Where Is My Love”                            | 18                           | –                            | 109                          | –                            | 173                          | –                            | –                            |                           |                | Confessions |
| 2019                                                      | „Bad Advice”                                  | –                            | –                            | –                            | –                            | 47                           | –                            | –                            |                           |                | Confessions |
| 2019                                                      | „Summer Life” (oraz Regi i Jake Reese)        | 5                            | –                            | 19                           | 10                           | 2                            | 10                           | –                            | - BEL: platynowa płyta    | - BEL: 20 000+ | –           |
| 2019                                                      | „Bad Boys”                                    | –                            | –                            | 181                          | 2                            | 67                           | 12                           | 121                          |                           |                | Confessions |
| 2020                                                      | „Kom wat dichterbij” (oraz Regi i Jake Reese) | 1                            | –                            | 4                            | 1                            | 1                            | 23                           | 77                           | - BEL: 3× platynowa płyta | - BEL: 60 000+ | ―           |
| 2020                                                      | „Zo ver weg” (oraz Regi i Jake Reese)         | 26                           | –                            | 27                           | –                            | 2                            | –                            | 49                           |                           |                | ―           |
| 2020                                                      | „They Don’t Know” (oraz Regi)                 | –                            | –                            | 51                           | 27                           | 1                            | –                            | 170                          |                           |                | ―           |
| 2021                                                      | „Can’t Break a Broken Heart”                  | 17                           | –                            | 76                           | –                            | 141                          | –                            | –                            |                           |                | ―           |
| 2021                                                      | „La di da”                                    | 18                           | –                            | 155                          | 184                          | 35                           | –                            | 155                          |                           |                | ―           |
| 2021                                                      | „Unforgettable Night”                         | –                            | –                            | –                            | –                            | –                            | –                            | –                            |                           |                | ―           |
| 2022                                                      | „Don’t Need It”                               | –                            | –                            | –                            | –                            | –                            | –                            | –                            |                           |                | ―           |
| „–” oznacza, że singiel nie był notowany na danej liście. |                                               |                              |                              |                              |                              |                              |                              |                              |                           |                |             |

Jako artystka gościnna
| Rok                                                       | Tytuł                                   | Najwyższe pozycje na listach | Najwyższe pozycje na listach | Najwyższe pozycje na listach | Najwyższe pozycje na listach | Album |
| Rok                                                       | Tytuł                                   | BEL                          | BEL                          | POL                          | NLD                          | Album |
| Rok                                                       | Tytuł                                   | Fla                          | iTunes                       | iTunes                       | iTunes                       | Album |
| --------------------------------------------------------- | --------------------------------------- | ---------------------------- | ---------------------------- | ---------------------------- | ---------------------------- | ----- |
| 2019                                                      | „Moi Lolita” (Palm Trees, gościnnie OT) | –                            | 98                           | 101                          | 48                           | –     |
| „–” oznacza, że singiel nie był notowany na danej liście. |                                         |                              |                              |                              |                              |       |

Single promocyjne
| Rok                                                       | Tytuł                                  | Najwyższe pozycje na listach | Najwyższe pozycje na listach | Album |
| Rok                                                       | Tytuł                                  | BEL                          | BEL                          | Album |
| Rok                                                       | Tytuł                                  | Fla                          | Spotify                      | Album |
| --------------------------------------------------------- | -------------------------------------- | ---------------------------- | ---------------------------- | ----- |
| 2017                                                      | „There For You” (wersja akustyczna)    | –                            | –                            | –     |
| 2017                                                      | „Friends” (wersja akustyczna)          | –                            | –                            | –     |
| 2017                                                      | „You Have a Heart” (wersja akustyczna) | –                            | 168                          | –     |
| 2018                                                      | „Let You Go” (wersja akustyczna)       | –                            | –                            | –     |
| „–” oznacza, że singiel nie był notowany na danej liście. |                                        |                              |                              |       |

### Teledyski
| Tytuł                        | Rok                  | Reżyseria                    | Źr.                  |
| Jako główna artystka         | Jako główna artystka | Jako główna artystka         | Jako główna artystka |
| ---------------------------- | -------------------- | ---------------------------- | -------------------- |
| „There For You (Acoustic)”   | 2017                 | Nick Rosseel                 | [ 36 ]               |
| „Friends (Acoustic)”         | 2017                 | Nick Rosseel                 | [ 37 ]               |
| „Almost Famous”              | 2017                 | Nick Rosseel                 | [ 38 ]               |
| „Half The World Away”        | 2017                 | Nick Rosseel                 | [ 39 ]               |
| „Let You Go”                 | 2018                 | nieznany                     | [ 40 ]               |
| „Where Is My Love”           | 2018                 | Chef Visuals                 | [ 41 ]               |
| „Summer Life”                | 2019                 | Pascal Baillien              | [ 42 ]               |
| „Bad Boys”                   | 2019                 | Robin de Bruin, Bo Staartjes | [ 43 ]               |
| „Can’t Break a Broken Heart” | 2021                 | Dirk Alexander               | [ 44 ]               |
| „La di da”                   | 2021                 | Nick Rosseel                 | [ 24 ]               |
| Jako artystka gościnna       |                      |                              |                      |
| „Moi Lolita”                 | 2019                 | –                            | [ 45 ]               |
| Pozostałe                    |                      |                              |                      |
| „You Have a Heart”           | 2017                 | –                            | [ 46 ]               |
| „Bad Advice”                 | 2019                 | –                            | [ 47 ]               |
| „They Don’t Know”            | 2020                 | nieznany                     | [ 48 ]               |
| „Kom wat dichterbij”         | 2020                 | nieznany                     | [ 49 ]               |
| „Zo ver weg”                 |                      | nieznany                     | [ 50 ]               |

## Nagrody i nominacje
| Rok  | Konkurs                     | Kategoria                             | Tytułem              | Rezultat |
| ---- | --------------------------- | ------------------------------------- | -------------------- | -------- |
| 2017 | nagroda stacji radiowej MNM | Rising Star (pol. Wschodząca Gwiazda) | całokształt          | Wygrana  |
| 2020 | Radio 2 Zomerhit            | N/A                                   | „Kom wat dichterbij” | Wygrana  |